# Khuất Đả
Khuất Đả (Chữ Hán: 屈打; ?-?) là một tướng lĩnh thời Hậu Lê. Khuất Đả là một tướng lĩnh cao cấp, giữ vai trò quan trọng trong cuộc xung đột giữa Đại Việt và Ai Lao dưới thời Lê Thánh Tông.

## Hành trạng
Thân thế của ông không được sử sách ghi chép rõ. Sách Đại Việt sử ký toàn thư chỉ chép vài dòng liên quan đến hành trạng của ông dưới thời vua Lê Thánh Tông, vắn tắt vài giai đoạn.
Năm 1467, người Ai Lao đem quân chiếm động Cư Lộng, cướp bóc vùng biên giới Đại Việt. Ngày 9 tháng 2, vua Lê Thánh Tông sai Khuất Đả, bấy giờ đang giữ chức Hành tổng binh, dẫn 1.000 quân đi đánh dẹp. Ngoài ra, Lê Thánh Tông cũng lấy Đồng tổng binh vệ Định Huân là Nguyễn Động làm phó và Nghiên Nhân Thọ làm Tán lý quân vụ, họp với quân đồn thú trấn Gia Hưng cùng tiến quân. Lê Thánh Tông bảo Nhân Thọ: Ngươi và Khuất Đả được phép tự tiện làm việc.
Khuất Đả đem quân đến châu Mộc phủ Gia Hưng, hợp cùng với 300 thổ binh đến thẳng sách Câu Lộng ở Mã Giang. Ông sai Tổng tri vệ Gia Hưng là Lê Miễn đem quân vệ Gia Hưng đến động Khâu Chúc cùng thổ binh hai châu Việt, Mỗi tung lời đồn là đánh quân giặc quấy nhiễu, nhưng thực ra là ngăn chặn các đường hiểm yếu. Quân Ai Lao nghe tin tan rã. Ông cho người phi báo về triều rằng Ai Lao xin trả lại đất chiếm, xin đem quân về.
Khuất Đả đóng quân nửa tháng, sau sai người đi chiêu dụ người Ai Lao. Phụ đạo Cầm Đồng dẫn thuộc hạ người Ai Lao đến dinh Khuất Đả xin đầu hàng. Khuất Đả bèn sai Kinh lược Mộc Châu họ Xa (là thổ dân địa phương) tu sửa lại cửa ải cũ, cùng với Phụ đạo Cầm La đốc suất thổ binh canh giữ. Sau khi chiêu dụ xong người Ai Lao, Khuất Đả cùng với Thông Chính ti Tả thừa Nghiên Nhân Thọ đem quân về triều. Trước đó, khi nhận tin báo của Khuất Đả về triều, vua Lê Thánh Tông đã sai quyền Tổng tri vệ Ninh Sóc là Đào Viện làm Đốc tướng thay Khuất Đả và ban thưởng cho ông 10 quan tiền. Tuy nhiên, khi tin chưa đến nơi thì ông đã đưa quân quay về.
Sách Đại Việt sử ký toàn thư chép:
Trong chiến dịch này, cả đi lẫn về chỉ có 18 ngày, hành quân tới đâu, hàng ngũ nghiêm chỉnh, đến gà chó cũng không bị kinh động.
Giữa năm 1467, có nổi loạn ở bảo Khả Lặc trấn An Bang (vùng Quảng Ninh ngày nay). Lê Thánh Tông sai Khuất Đả, lúc này đang giữ chức Đô đốc thiêm sự, đem 500 quân Ngũ phủ đến dẹp loạn. Tuy nhiên chưa đến nơi thì nổi loạn tạm yên, nên ông đưa quân trở về. Cuối năm đó, bảo Khả Lặc trấn An Bang một lần nữa có loạn. Ông lại được vua sai dẫn 1.000 quân Ngũ phủ, cùng quân hai ti Thân Quân, Điện Tiền và hai ti Hiệu úy đi đánh. Lê Thánh Tông cũng sai Lại sai Kiêu vệ điệp tổng tri Lê Công Nghị dẫn quân Ngũ phủ đi ứng cứu, Nam quân phủ Đô đốc đồng tri Nguyễn Đức Trung đi An Bang đốc thúc, cho phép chém trước tâu sau, cho phát 3 vạn thăng gạo kho, sai người phủ Trung Đô làm lương chở tới trấn An Bang để cung cấp cho quân lính.
Tuy nhiên lần ra trận này của ông thất lợi. Tháng 8 (âm lịch) năm 1468, Khâm sai quyền Lại khoa cấp sự trung Nghiên Nhân Thọ hặc tội Tổng binh trấn An Bang Lê Hối và Đốc tướng Khuất Đả. Lê Thánh Tông lệnh cho Nghiên Nhân Thọ tiến hành điều tra và bắt hai người về kinh.
Sách Đại Việt sử ký toàn thư chép sự việc sau đó như sau:
Mùa đông, tháng 11, ngày mồng 5, lúc tan chầu, vua hỏi đại thần và trăm quan rằng:
"Đô đốc Khuất Đả trước đây tuy trái quân luật Hình bộ đương xét hỏi, trẫm muốn gọi cho làm Tổng binh để trấn thủ Bắc Bình có được không?".
Thái bảo Nguyễn Lỗi nói:
"Cho sống hay bắt chết, ban chức hay bãi miễn là quyền của đức vua, bọn bề tôi không dám bàn đến. Song Khuất Đả phụng mệnh đánh giặc không nên công, Lục khoa hặc tâu lên, Hình bộ đương xét hỏi. Hãy đợi xong án, nếu ông ta không có tội thì dùng được".
Chỉ riêng Hình bộ thượng thư Lê Bá Trù tâu rằng:
"Khuất Đả tuy có tội, nhưng nay quyền nghi mà dùng thì có hại gì?".
Vua theo lời của Lỗi, lệnh ấy bèn thôi.
Sau sự việc này, hành trạng của Khuất Đả ra sao, không thấy sử sách chép thêm.

## Nhận định
Sách Việt sử giai thoại của Nguyễn Khắc Thuần có lời bình như sau:
Đành Khuất Đả mắc tội trong chỗ không ngờ và cái tâm của ông không ai dám bảo là xấu, song, nhà vua tính cất nhắc Khuất Đả ngay khi ông đang bị triều đình xét hỏi, thì việc ấy, dẫu chỉ mới là ý định không thôi cũng đã đủ để dự báo đều chẳng lành rồi.
May thay, Nhà vua đã biết nghe lời can ngăn của Thái bảo Nguyễn Lỗi. Ở đời, nhiều khi người ta chỉ hơn nhau ở chỗ biết nghe ấy. Làm cha mẹ mà không biết nghe, gia giáo sẽ bại hoại. Làm quan mà không biết nghe, chính sự một phương sẽ đổ nát. Làm vua mà không biết nghe, phép nước sẽ bị rẻ rúng ngay ở chỗ tôn nghiêm nhất và thời loạn lạc ắt sẽ đến gần. Lời vàng ngọc của quan Thái bảo Nguyễn Lỗi đến thật đúng lúc.
Đọc đoạn sử này, chỉ thấy tiếc cho Binh bộ thượng thư Lê Bá Trù. Việc chính của mình mà mình không nghiêm xét, thì thử hỏi, các việc khác sẽ ra sao? Hẳn Lê Bá Trù muốn lựa theo ý Vua để nói, mượn cớ cứu Khuất Đả để cốt được lòng Vua, hòng củng cố địa vị cho mình. Sinh thời, nhờ khôn khéo mà ông được yên thân, nhưng, với hậu thế, chẳng ai để cho ông yên được. Lịch sử cổ kim nào có thiên vị bao giờ.